# Kech
I Kech sono un gruppo musicale formatosi nel 2000 a Monza. Il loro nome è semplicemente la fine di Marrakech (una delle principali città del Marocco), più una scelta ideologica che musicale, poiché il gruppo suona rock. Nei loro brani i Kech fondono il pop britannico con il rock lo-fi statunitense (una sorta di movimento musicale nato negli Stati Uniti che prevede l'autopromozione e l'autoproduzione).
Il gruppo è composto da voce femminile (il cantato è in inglese), due chitarre, un basso e una batteria, con l'aggiunta di un trombettista in alcune canzoni.
Nel novembre 2003 pubblicano il loro disco di debutto, Are You Safe? per Ouzel Records.
Nel febbraio 2005 esce il 7" split Pop Team / Alcatraz, in collaborazione con il gruppo olandese Caesar. Segue nel marzo 2005 il secondo album Join The Cousins primo per la label fiorentina Black Candy Records. 
Nel febbraio 2007 i Kech pubblicano il loro terzo album "completo", "Good night for a Fight" sempre per Black Candy Records.

## Discografia
- 2002 - A Lovely Place (EP, Under My Bed)
- 2003 - Are You Safe? (Ouzel Records)
- 2005 - Pop Team (7", Black Candy Records)
- 2005 - Join The Cousins (Black Candy Records)
- 2007 - Good night for a Fight (Black Candy Records)

## Formazione
- Giovanna Garlati - voce
- Nicola Perego - chitarra
- Davide Poliani - chitarra
- Tommaso Perego - basso
- Federico Costa  - batteria